# 北九州市立門司総合特別支援学校
北九州市立門司総合特別支援学校（きたきゅうしゅうしりつ もじそうごうとくべつしえんがっこう）は、福岡県北九州市門司区矢筈町にある特別支援学校である。

## 教育目標
- 一人一人の能力や可能性を最大限に伸ばし、『生きがいをもち、たくましく、自立し社会参加できる児童生徒』の育成

## 目指す児童生徒像
- <笑顔で生きる>　生き生きと明るく学ぶ子ども

- <元気に生きる>　たくましく元気に育つ子ども

- <豊かに生きる>　自分で考え行動できる子ども

## 学校経営方針
『ともに学び、ともに育ち、ともに生きる』
- 児童生徒・教職員・保護者が、部門・学部を超え「ともに学び、ともに育ち、ともに生きる」ことを目指します。
- 児童生徒・教職員・保護者が、学校を超え、地域の中で「ともに学び、ともに育ち、ともに生きる」ことを目指します。

## 交通
- JR小森江駅から徒歩9分
- 西鉄バス北九州市立門司病院前が最寄バス停

## 周辺施設
- 北九州市立門司病院
- 小森江駅